# Herdmania coutieri
Herdmania coutieri är en sjöpungsart som beskrevs av Monniot 2002. Herdmania coutieri ingår i släktet Herdmania och familjen lädermantlade sjöpungar. Inga underarter finns listade i Catalogue of Life.